# Eppstein
Eppstein − miasto w Niemczech, w kraju związkowym Hesja, w rejencji Darmstadt, w powiecie Main-Taunus, około 12 km od Wiesbaden. Obszar tego leżącego na skraju gór Taunus miasta, liczący 24,21 km², zamieszkiwało na dzień 30 września 2015 roku 13 557 mieszkańców.

## Współpraca
Miejscowości partnerskie:
- Aizkraukle, Łotwa
- Kenilworth, Wielka Brytania
- Langeais, Francja
- Schwarza, Niemcy (Turyngia).